# Tiu Shau Ngam
Tiu Shau Ngam est une montagne de Hong Kong située dans les Nouveaux Territoires, à l'est du district de Sha Tin. Elle s'élève à 588 mètres d'altitude à l'ouest de la crête du Ngau Ngak Shan, dans le parc rural de Ma On Shan, et son sommet est aussi bien l'un des plus célèbres de la région que des plus dangereux à gravir.